# 吸血原子蜘蛛
『吸血原子蜘蛛』（きゅうけつげんしぐも、原題：Earth vs. the SpiderもしくはThe Spider、Earth vs. the Giant Spider）とは、1958年に制作された白黒SFホラー映画であり、バート・I・ゴードンが監督した。
脚本はラズロー・ゴロークとジョージ・ワーシング・イェイツ、特殊効果はバート・I・ゴードンとポール・ブレイズデルがそれぞれ手掛けた。メインキャストはエド・ケマー、ジューン・キニー、ジーン・パールソン。
アメリカン・インターナショナル・ピクチャーズによって、『脳を喰う怪物』と『叫ぶ頭蓋骨』と併映された。

## ストーリー
ジャック・フリーンは、娘のキャロル・フリーンへの誕生日プレゼントとして渡すために買ったブレスレットを見て、高揚しながらトラックでハイウェイを運転していたところ、岩の壁に衝突する。
次の日、キャロルはジャックが帰ってこないのを心配し、ボーイフレンドのマイク・シンプソンに一緒に父を捜そうと持ちかけ、付近一帯の捜索を始める。
するとまもなく付近のハイウェイにジャックが乗っていたトラックを発見し、中にブレスレットはあったものの、彼の遺体は見つからなかった。
ジャックは近くの洞窟に避難したのではないかと思ったキャロルはマイクと一緒に調査するが、そこには大量のタランチュラが巨大な蜘蛛の巣にくっついていたため、恐怖のあまり一旦家に戻ることを決める。
キャロルはタランチュラのことを近所の保安官に話し、保安官と近くの学校で理科教師をしているキングマン博士の助けを借りて改めて洞窟の中を探索すると、そこには体液を完全に抜き取られたジャックの遺体があった。その時、異常なほどに成長した巨大なタランチュラたちが襲いかかってくる。危険を察知した保安官はすぐさまDDTを撒くが、巨大蜘蛛に殺害されてしまう。
洞窟を抜け出した巨大蜘蛛は、キングマン博士が教えている高校の体育館に向かっており、しかもそこでは青年たちがロックンロールの演奏のリハーサルを行っていた。やがて、ロックンロールの演奏に反応した巨大蜘蛛は体育館を壊し始め、その守衛も殺害されてしまう。
巨大蜘蛛は街にも向かって暴れ、人々を虐殺しながら洞窟へ還っていく。キャロルらは、この巨大蜘蛛が父の命を奪ったことを確信する。

## キャスト
- キングマン博士 - エド・ケマー
- キャロル・フリーン - ジューン・キニ―
- マイク・シンプソン - ジーン・パールソン
- 保安官 - ジーン・ロス
- フリーン夫人 - ジューン・ジョセリン
- キングマン夫人 - サリー・フレーザー
- サム（ベース奏者） - スキップ・ヤング

- ユーゴ（高校の管理人） - ハンク・パターソン

- ピアニスト - ディック・D・エーゴスティン
- ダンサー - ナンシー・キリーガ

## 制作
上映時の原題は「地球対蜘蛛 (Earth vs. the Spider)」であったが、同年に『ハエ男の恐怖』がヒットすると、すべての広告宣伝材料の上で題名が短くなり、『蜘蛛 (The Spider)』に変更された。しかし、もともとの題名が変わることはそうなかったため、原題の『Earth vs. the Spider』という名前で紹介されることがしばしばある。
また、映画の中で、マイクが働いている映画館が出てくるシーンなどに、『戦慄！プルトニウム人間』のポスターなどが出てくる場合があるが、これらは全て本作をてがけたバート・I・ゴードン監督の映画である。
映画内の洞窟の中を捜索するシーンは、カールズバッド洞窟群国立公園にて撮影された。

## 世間の反応

### 影響
- クラシックなB級映画をレビューするアメリカのテレビコメディ番組『ミステリー・サイエンス・シアター3000』シーズン3で取り上げられた。
- 2002年のアニメ映画『リロ・アンド・スティッチ』内で、スティッチが見ている家電量販店のショーウィンドウ内のテレビで、本作の映画が放送されているシーンがある。
- テレビゲーム『メタルギアソリッド3』のゲーム中でコバルトブルータランチュラを捕獲した際、パラメディックに通信を行うとタランチュラの解説から波及した雑談として本作の話題を挙げるほか、映画紹介として本作の概要を説明する事がある。